# Блиндаж

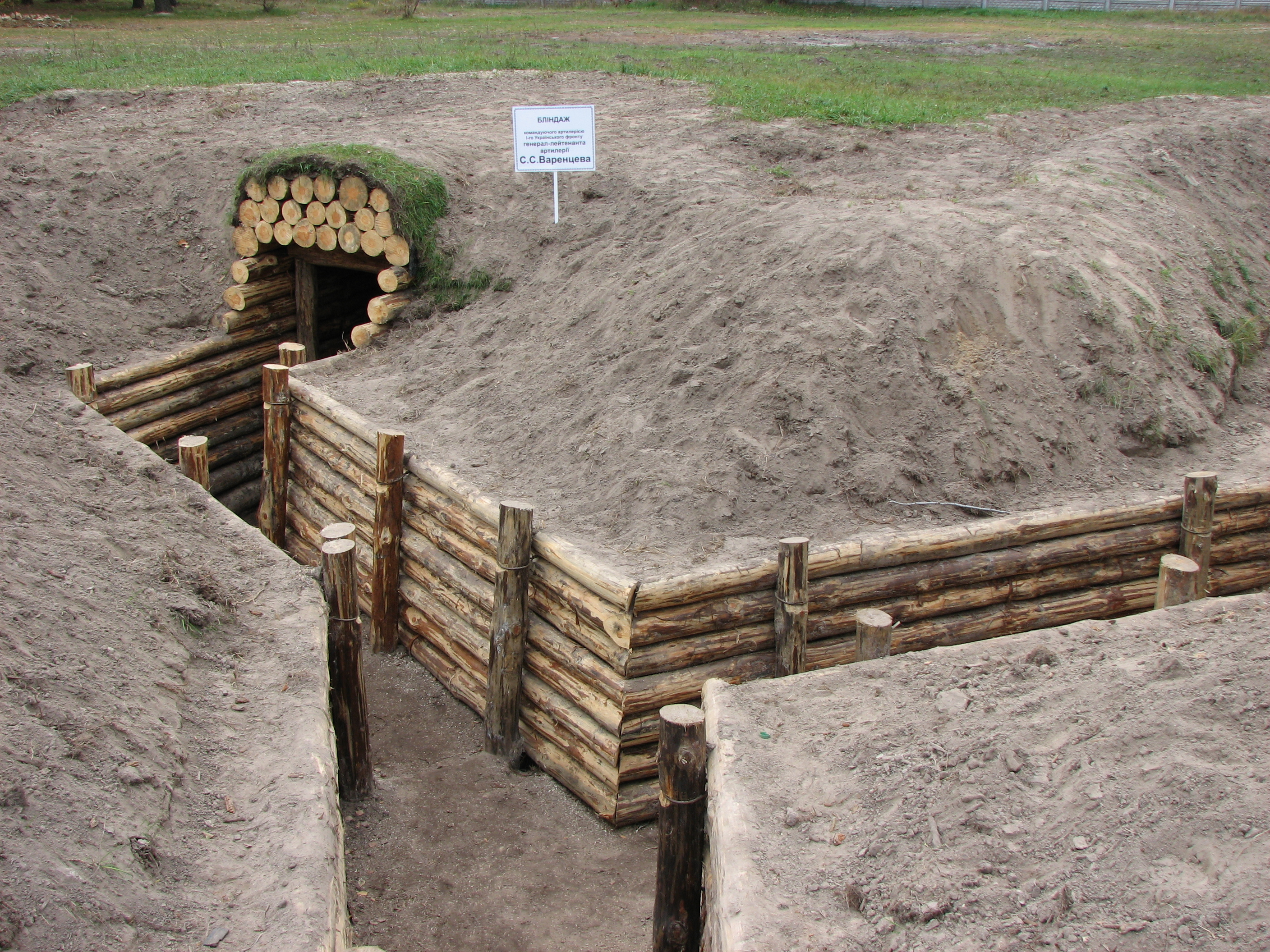
Вход в блиндаж, Национальный музей-заповедник «Битва за Киев в 1943 году».

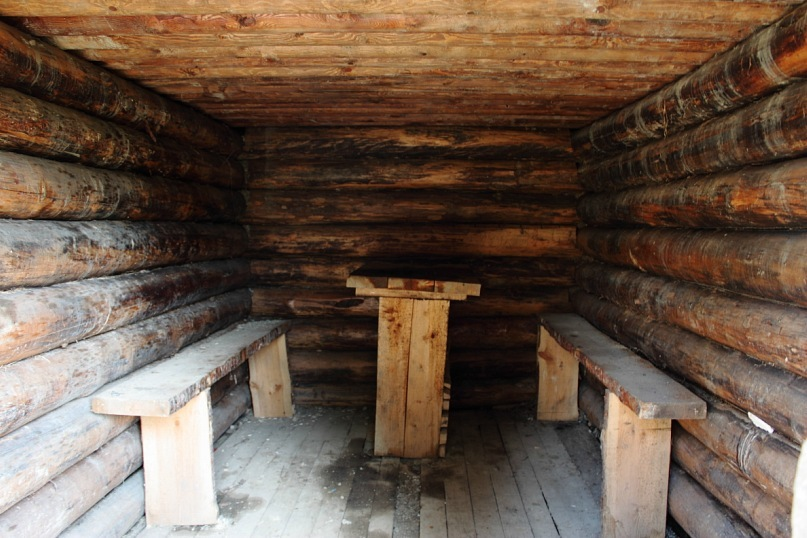
Блиндаж времён Второй мировой войны (внутренний вид).

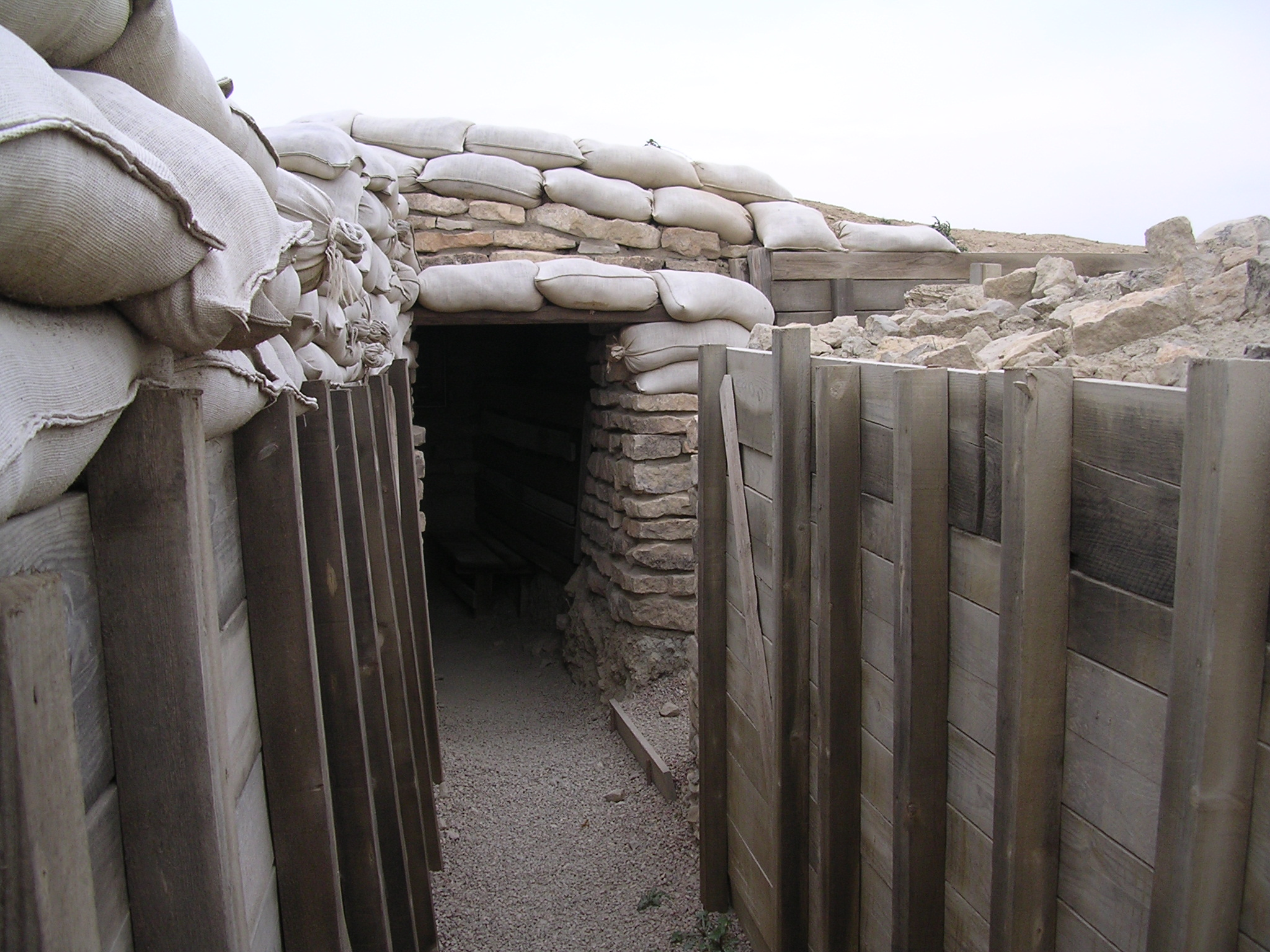
Вход в блиндаж, блиндированный мешками с землёй.

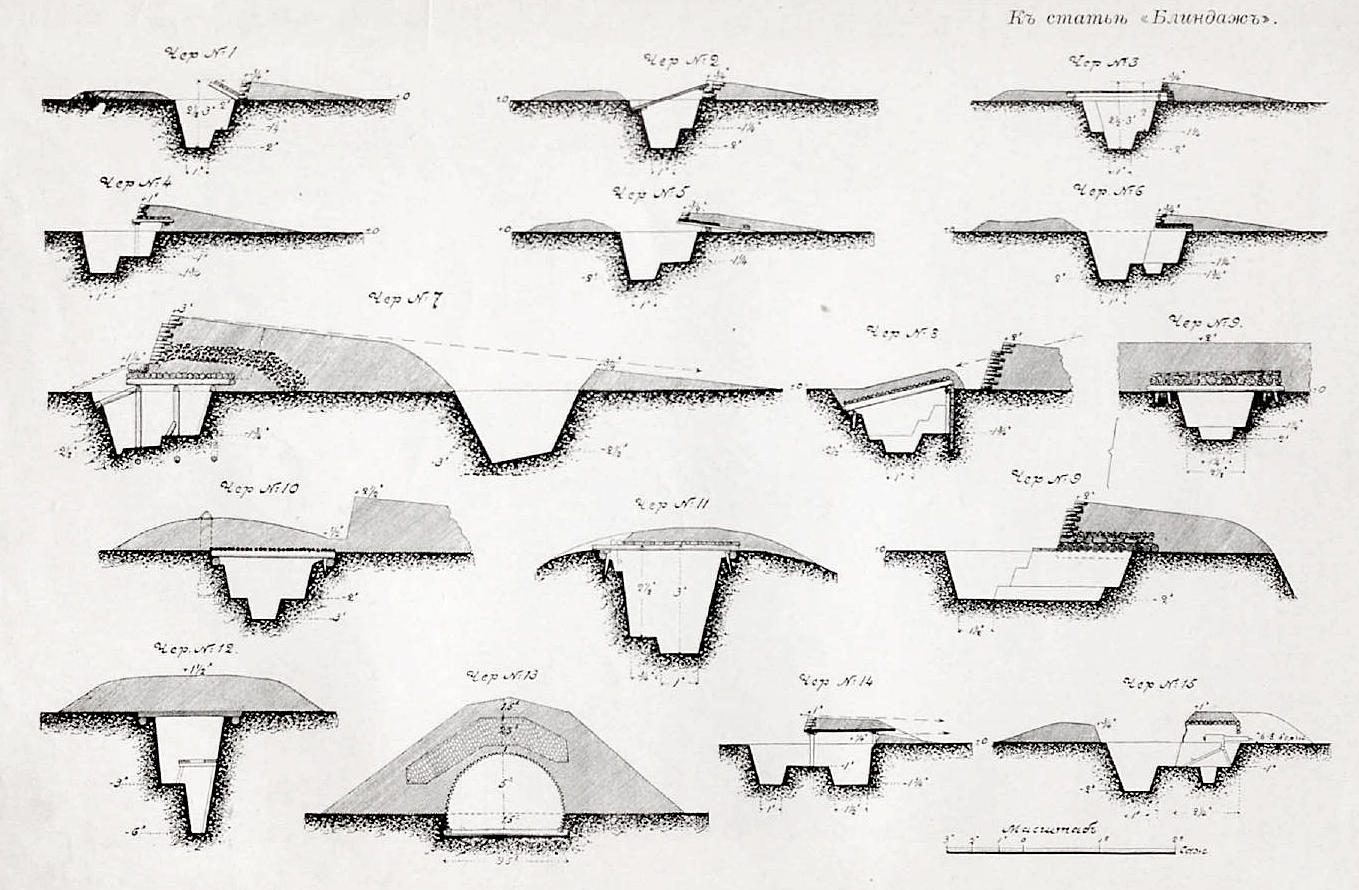
Виды блиндажей.

Блинда́ж (фр. blindage, от фр. blinder — «покрывать заслонами») — постоянное или временное подземное фортификационное сооружение для защиты от пулемётного, артиллерийского, миномётного огня, от зажигательного оружия и оружия массового поражения, для отдыха личного состава.
По своей конструкции напоминает сруб, полностью заглублённый под землю. Поскольку эти сооружения строятся в основном в военное время для размещения штабов, полевых больниц и тому подобного, то их стараются делать как можно более скрытыми от глаз противника.

## История
Первое применение блиндажей было отмечено во время Крымской войны при обороне Севастополя 1854—1855 годов.
В Первой и Второй мировых войнах блиндажи использовались практически на всех оборонительных рубежах, и конструкция многих из них была доведена до совершенства.
Обычно блиндаж строится в составе окопной системы и не имеет иных отверстий, кроме входного проёма, открытого в наиболее защищённом тыловом направлении. Иногда в блиндаже предусматриваются вентиляционные и смотровые отверстия, а также труба для печного отопления. Однако всё это снижает защитные свойства сооружения и способствует его демаскированию.
В XXI веке, учитывая возросшую разрушительную силу артиллерийских снарядов, блиндаж собранный из деревянного бруса и брёвен перестаёт быть эффективным средством защиты личного состава. В данное время блиндаж укладывается из железобетонных блоков, засыпаясь сверху слоем земли, мешками с землёй. Также известны случаи применения стальных листов для укрепления фортификационного защитного сооружения.

## Материалы
В зависимости от доступных материалов, блиндаж может быть построен из земли, дерева, железобетона, камня, металлических конструкций.
На стрелковых полигонах блиндажом называется находящееся в зоне обстрела защищённое помещение для личного состава, осуществляющего обслуживание оборудования мишеней. Строится из дерева, может быть заглублено в землю только наполовину и не имеет маскировки.